# エリク・ホフトゥン
エリク・ホフトゥン（Erik Hoftun、1969年3月3日 - ）は、ノルウェーの元サッカー選手。元ノルウェー代表。ポジションはディフェンダー。

## 来歴
1997年にノルウェー代表デビュー。出場機会は無かったが1998 FIFAワールドカップのメンバーにも選ばれた。2002年までに30試合に出場した。

## 代表歴

### 出場大会
- ノルウェー代表
  - 1998 FIFAワールドカップ

### 試合数
- 国際Aマッチ 30試合 0得点（1997年-2002年）[1]

| ノルウェー代表 | 国際Aマッチ | 国際Aマッチ |
| 年             | 出場        | 得点        |
| -------------- | ----------- | ----------- |
| 1997           | 2           | 0           |
| 1998           | 7           | 0           |
| 1999           | 11          | 0           |
| 2000           | 4           | 0           |
| 2001           | 4           | 0           |
| 2002           | 2           | 0           |
| 通算           | 30          | 0           |